# 勃氏高原鳅
勃氏高原鳅（学名：Triplophysa bleekeri）为輻鰭魚綱鯉形目條鳅科高原鳅属的鱼类，俗名钢鳅、兴山条鳅、花泥鳅。在中国，分布于四川及其毗连的陕西南部和湖北西部的长江干支流、金沙江下段、雅砻江下游、岷江中下游、嘉陵江、沱江、乌江中下游、大宁河等，體長可達13.1公分。该物种的模式产地在陕西南部。

## 扩展阅读
維基物種上的相關：勃氏高原鳅